# Эренберг, Андре
Андре Эренберг (родился 2 января 1972 года в городе Брауншвейг) — немецкий спортсмен слалом каноист. Принимал участие в соревнованиях по гребле на байдарках и каноэ с начала 1990-х до середины 2000-х годов.

## Спортивные достижения
Андре Эренберг на летних Олимпийских играх завоевал бронзовые медали в дисциплине С-2 в Атланте в 1996 году.
Эренберг также завоевывал медали на чемпионатах мира по гребному слалому, организованных Международной федерацией каноэ, включая три серебряные медали (дисциплина С-2: 1997, С-2 команда: 2002, 2003) и две бронзовые медали (С-2 команда: 1995, 1997).
Завоевал также две медали на чемпионате Европы (1 золото и 1 бронза).
Его напарником на соревнованиях в каноэ двойке С-2 на протяжении всей карьеры был Михаэль Сенфт.